# Cantone di Salviac
Il Cantone di Salviac era una divisione amministrativa dell'arrondissement di Gourdon.
È stato soppresso a seguito della riforma complessiva dei cantoni del 2014, che è entrata in vigore con le elezioni dipartimentali del 2015.
Comprendeva i comuni di:
- Dégagnac
- Lavercantière
- Léobard
- Rampoux
- Salviac
- Thédirac